# 藤井武美
藤井 武美（ふじい たけみ、1994年12月5日 - ）は、日本の女優。
東京都出身。A-teamに所属していた。

## 人物
- 趣味は体を動かすこと、映画鑑賞、ファッション。
- 特技はバスケットボール、ダンス。

## 出演

### テレビドラマ
- 土曜ドラマ 高校生レストラン（2011年5月7日 - 7月2日、日本テレビ） - 亀山志保 役
- ブラックボード〜時代と戦った教師たち〜 第1夜（2012年4月5日、TBS）
- 林檎と蛇のゲーム（2012年8月14日、日本テレビ） - 主演・名取珠恵 役[注 1]
- 月曜ゴールデン 釣り刑事3（2012年8月27日、TBS） - 滝川沙依（高校時代） 役
- 世にも奇妙な物語 2012年 秋の特別編 「心霊アプリ」（2012年10月6日、フジテレビ） - 本橋美加 役
- 金曜プレステージ 悪党（2012年11月30日、フジテレビ） - 佐伯ゆかり 役
- 金曜プレステージ 所轄刑事8（2013年1月18日、フジテレビ） - 吉永麗奈 役
- 連続ドラマW 女と男の熱帯 第1話 - 第2話（2013年1月20日 - 27日、WOWOW）
- 金曜プレステージ 警部補・佐々木丈太郎5（2013年3月15日、フジテレビ） - 矢代晃恵（高校時代） 役
- 小暮写眞館 第2話 - 第4話（2013年4月7日 - 21日、NHK BSプレミアム） - 寺内千春 役
- リアル鬼ごっこ THE ORIGIN 第3話（2013年4月23日、首都圏トライアングル） - 岸田純子 役
- 月曜ゴールデン 警視・深町征爾2（2013年7月8日、TBS） - 小西陽菜子 役
- 木曜ドラマ9 ぴんとこな（2013年7月18日 - 9月19日、TBS） - 莉子 役
- D-NEXT 「赤い靴」（2013年11月6日、日本テレビ） - 辻本綾 役
- ドラマW チキンレース（2013年11月10日、WOWOW） - 清水真理 役
- 紙の月（2014年1月7日 - 2月4日、NHK） - 中条亜紀（高校時代） 役[1]
- 下町ボブスレー 第1話（2014年3月1日、NHK BSプレミアム） - 中田真理 役
- 金曜ドラマ アリスの棘（2014年4月11日 - 6月13日、TBS） - 遠藤由香 役
- 月曜ゴールデン 湯けむりバスツアー 桜庭さやかの事件簿5（2014年4月28日、TBS） - 貝原瑞希 役
- 水曜ミステリー9 刑事の十字架（2014年5月7日、テレビ東京） - 島田瑠璃 役
- 紅雲町珈琲屋こよみ（2015年4月29日、NHK） - たかりん 役
- タビノイロ〜旅美人への手紙〜 茨城編（2015年12月8日 - 29日）
- BS時代劇 大岡越前4 第1話（2018年1月12日、NHK BSプレミアム）
- プレミアムドラマ 平成細雪 第3話（2018年1月21日、NHK BSプレミアム） - 橋寺静香 役
- anone 第6話 - 第10話（2018年2月14日 - 3月21日、日本テレビ） - 香澄茉歩 役
- 日曜プライム 棟居刑事シリーズ11「棟居刑事の黒い絆」（2019年2月17日、テレビ朝日） - 山下美緒 役
- 向かいのバズる家族（2019年4月4日 - 6月6日、日本テレビ） - 鴇田夏生 役
- 今夜はコの字で（2020年1月7日 - 、BSテレビ東京） - ミキ 役
  - 今夜はコの字で Season2（2022年4月9日〈予定〉 - 、BSテレビ東京）[2]
- 教場II (2021年、フジテレビ)
- レッドアイズ 監視捜査班 第1話 (2021年1月23日、日本テレビ) - 深井彩音 役

### 映画
- Another（2012年8月4日）
- 桐島、部活やめるってよ（2012年8月11日） - 詩織（吹奏楽部） 役
- 悪の教典（2012年11月10日） - 清田梨奈 役
- 東京シャッターガール 夢路!お前無茶すんなぁ!（2013年11月12日） - 主演・夢路歩 役[注 2]
- 7days Report（2014年2月8日） - マユミ 役[注 3]
- 向日葵の丘・1983年夏（2015年8月22日） - みどり（高校時代） 役[3]
- SUMMER GOODBYE（2015年11月14日） - アキ 役[4][5]
- 人狼ゲーム クレイジーフォックス（2015年12月5日） - 小澤梢 役[6]
- 縁〜The Bride of Izumo〜（2016年1月16日）
- ちょき（2016年11月19日） - 河合あかね 役[7]
- 月と雷（2017年10月7日） - 佐伯亜里砂 役[8]
- 風の色（2018年1月26日） - 主演・最上亜矢 / 川口ゆり 役（二役）[9]

### Webドラマ
- テラフォーマーズ/新たなる希望（2016年4月24日 - 、dTV） - 辻村茜 役
- 火花 第1話（2016年6月3日、Netflix）

### バラエティ
- 全力坂（テレビ朝日）
  - 八の坂（2012年8月20日）
  - バッケの坂（2012年10月11日）

### CM
- リクルート 受験サプリ（2012年9月1日 - 2013年2月）

### PV
- CLIFF EDGE 「誓い」（2012年10月10日）
- May J. 「Back To Your Heart feat. Daniel Powter」（2012年12月5日）[10]
- 加藤ミリヤ 「Lonely Hearts」（2013年10月2日）
- butter butter 「数学」（2014年3月19日）[注 4][11]

### その他
- 滝沢秀明ソロコンサート 「TACKEY SUMMER LOVE COCERT 2012」[注 5]
- @TV-AKIHABARA- ゆりえみ（2012年8月13日）
- 音龍門 朗読少女（2012年9月25日、日本テレビ）[注 6]

## 書籍
- かわいい振袖（2012年10月10日、グラフィック社）ISBN 4766123816